# معجم لاروس الصغير

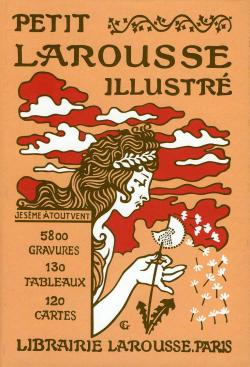
صورة لغلاف المعجم

معجم لاروس الصغير (بالفرنسية: Le Petit Larousse)‏ وتُنقحر إلى لو بوتي لاروس، هو معجم فرنسي ذو طابع موسوعي. نشر لأول مرة بواسطة كلود أوجيه (بالفرنسية: Claude Augé)‏ في 1905 وقد سمي على اسم بيير لاروس (بالفرنسية: Pierre Larousse)‏.